# Tokatbaşı, Bayındır
Tokatbaşı là một xã thuộc huyện Bayındır, tỉnh İzmir, Thổ Nhĩ Kỳ. Dân số thời điểm năm 2010 là 509 người.